# Storlärka
Storlärka (Corypha hypermetra) är en fågel i familjen lärkor inom ordningen tättingar.

## Utseende och läte
Storlärka är en stor lärka med lång och kraftig näbb och en lång stjärt. Ryggen har ett fjälligt utseende, medan undersidan är ljus med en svart teckning på bröstsidan. Vingarna verkar rostfärgade i flykten, därav namnet. Arten liknar savannlärka och dess släktingar, men överlappar knappt i utbredningsområde. Den skiljs dessutom på större storlek och fläcken på bröstsidan. Sången är en varierad men upprepad blandning av visslingar och härmningar från andra arter, oftast avgiven från en busktopp men ibland även i flykten.

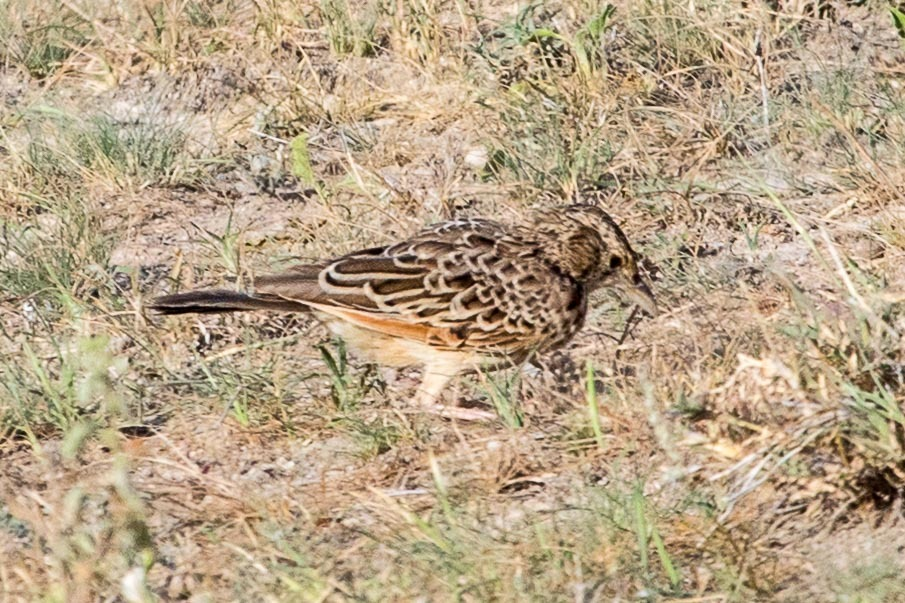

## Utbredning och systematik
Storlärka delas in två underarter med följande utbredning:
- Corypha hypermetra gallarum – östra och södra Etiopien
- Corypha hypermetra hypermetra – Somalia till Kenya och norra Tanzania

Tidigare inkluderades kidepolärkan (C. kidepoensis) i arten, då under namnet rödvingad lärka, men studier från 2023 visar på genetiska, lätesmässiga och utseendemässiga skillnader mellan olika populationer, liksom parafyli gentemot andra lärkarter. Enligt dessa studier står storlärkan i begränsad mening allra närmast nyligen urskilda silolärkan. Dessa är först därefter systergrupp till kidepolärkan.  

### Släktestillhörighet
Fågeln placerades tidigare i släktet Mirafra, men genetiska studier från 2023 visar att det släktet kan delas upp i fyra klader som är förhållandevis gamla, äldre än flera andra släkten i familjen. Författarna rekommenderar därför att Mirafra delas upp i flera släkten, där storlärka med släktingar lyfts ut till Corypha. Denna linje följs här.

## Status
Arten har ett stort utbredningsområde och beståndet anses stabilt. Internationella naturvårdsunionen IUCN listar den därför som livskraftig (LC). Notera dock att IUCN inkluderar kidepolärkan iu bedömningen.